# Claudia Cardinale
Claudia Cardinale (født Claude Joséphine Rose Cardin; 15. april 1938 i Tunis, Tunesien) er en italiensk skuespillerinde.
I 1957 vandt hun ved en skønhedskonkurrence en rejse til filmfestivalen i Venedig. Hun tog siden undervisning ved en skuespillerskole i Rom og fik næsten omgående småroller.
1959 fødte hun et udenomsægteskabeligt barn, men sagde til alle, at han var hendes lillebror, og ikke før drengen blev 19 år afslørede hun sandheden.
Omkring dette tidspunkt blev der i Italien ledt efter en ny superstjerne, der skulle erstatte Sophia Loren og Gina Lollobrigida, som begge havde begivet sig til Hollywood. Producenten Franco Cristaldi valgte Cardinale som deres efterfølger, tog hånd om hendes karriere og giftede sig med hende (1966: skilsmisse 1975). Hun blev international stjerne i begyndelsen af 1960erne, hovedsagligt gennem sin rolle i Federico Fellinis succesfilm 8 1/2 (1963). Cardinale blev dog aldrig så populær som Loren og Lollobrigida.

## Filmografi
- I soliti ignoti (1958)
- Vento del sud (1959)
- Tre straniere a Roma (1959)
- Un maledetto imbroglio (1959)
- Il magistrato (1959)
- Su e giù per la scala (1960)
- Audace colpo dei soliti ignoti (1960)
- I delfini (1960)
- Il bell'Antonio (1960)
- Napoleone ad Austerlitz (1960)
- Rocco e i suoi fratelli (1960)
- La viaccia (1961)
- La ragazza con la valigia (1961)
- Cartouche (1961) (Dansk: Kartouche)
- Senilità (1962)
- La ragazza di Bube (1963)
- 8 e ½ (1963) (Dansk: 8½)
- Il Gattopardo (1963) (Dansk: Leoparden)
- La pantera rosa (1963) (Dansk: Den lyserøde panter)
- Gli indifferenti (1964)
- Il circo e la sua grande avventura (1964)
- Il magnifico cornuto (1964)
- Una rosa per tutti (1965)
- Vaghe stelle dell'Orsa (1965)
- Le fate (1966)
- L'affare Blindfold (1966)
- I professionisti (1966)
- Né onore né gloria (1966)
- Piano piano, non t'agitare (1967)
- Ruba al prossimo tuo ... (1968)
- I contrabbandieri del cielo (1968)
- C'era una volta il West (1968) (Dansk: Vestens hårde halse)
- Il giorno della civetta (1968)
- Nell'anno del Signore (1969)
- La tenda rossa (1969)
- Certo certissimo ... anzi probabile (1969)
- Le avventure di Gérard (1970)
- Fuori il malloppo (1970)
- Bello, onesto, emigrato Australia sposerebbe compaesana illibata (1971)
- L'udienza (1971)
- Le pistolere (1971)
- Il clan dei marsigliesi (1972)
- Il giorno del furore (1973)
- I guappi (1974)
- Gruppo di famiglia in un interno (1974)
- Libera, amore mio (1975)
- Qui comincia l'avventura (1975)
- A mezzanotte va la ronda del piacere (1975)
- Il comune senso del pudore (1976)
- Goodbye & Amen - L'uomo della CIA (1977)
- Il prefetto di ferro (1977)
- Gesù di Nazareth (1977)
- Corleone (1978)
- L'arma (1978)
- Amici e nemici (1979)
- Si salvi chi vuole (1980)
- Il regalo (1981)
- Fitzcarraldo (1981)
- La pelle (1981)
- Una cascata d'oro (1983)
- Claretta (1984)
- Enrico IV (2) (1984)
- La donna delle meraviglie (1985)
- Un uomo innamorato (1986)
- Blu elettrico (1988)
- Atto di dolore (1990)
- Il figlio della pantera rosa (1993)
- Nostromo (1996)
- Li chiamarono briganti! (1999)
- Luchino Visconti (1999)
- And now ... ladies and gentlemen (2002)